# Osamdesetogodišnji rat
Osamdesetogodišnji rat, Nizozemska revolucija ili Nizozemski rat za neovisnost (1568. – 1648.) započeo je kao ustanak sedamnaest nizozemskih provincija protiv Filipa II., suverena Habsburške Nizozemske.
Nakon početnih faza, Filip II. rasporedio je svoju vojsku i povratio kontrolu nad većinom pobunjeničkih provincija. No, pod vodstvom prognanog Vilima I. Oranskog, sjeverne provincije nastavile su s otporom i uspjele otjerati habsburšku vojsku te 1581. osnovale Nizozemsku Republiku sedam ujedinjenih nizozemskih provincija. Rat se nastavio i na drugim područjima, ali središte Republike više nije bilo ugroženo. Rat je završio 1648. Münsterskim mirom, kada je Nizozemska Republika priznata kao neovisna država.
Španjolska i velike europske sile priznale su Nizozemsku Republiku 1609. godine na početku dvanaestogodišnjeg primirja. Neprijateljstva su ponovo izbila oko 1619., kao dio šireg Tridesetogodišnjeg rata. Kraj je postignut 1648. godine Münsterskim mirom (ugovorni dio Westfalskog mira), kada je Nizozemska Republika definitivno priznata kao neovisna država koja više nije dio Svetog Rimskog Carstva. Münsterski mir ponekad se smatra početkom nizozemskog zlatnog doba. Međutim, unatoč stjecanju neovisnosti, od kraja rata 1648. postojalo je znatno protivljenje Münsterskom ugovoru u Stalelškoj skupštini Nizozemske, budući da je Španjolskoj dopušteno zadržati južne pokrajine i dopuštena vjerska tolerancija prema katolicima.

## Uzroci rata
Postoje brojni uzroci koji su doveli do Osamdesetogodišnjeg rata, ali primarni razlozi mogu se klasificirati u dva: ogorčenost prema španjolskoj vladavini i vjerske napetosti. Prvi je u početku artikulirao nizozemsko plemstvo koje je željelo povratiti moć i privilegije koje je kralj izgubio, a tvrdili su da je Filip II. bio okružen zlim savjetnicima. To se na kraju razvilo u opće nezadovoljstvo protiv apsolutističkog španjolskog režima. S druge strane, vjerski otpor proizašao je iz nametanja crkvene hijerarhije za sve španjolske teritorije. To je stvorilo otpor u nizozemskim pokrajinama, koje su već prihvatile reformaciju.
U desetljećima koja su prethodila ratu, Nizozemci su postajali sve nezadovoljniji španjolskom vlašću. Značajan uzrok nezadovoljstva bili su teški porezi nametnuti stanovništvu, dok je podrška i vodstvo vlade bilo ometano veličinom Španjolskog Carstva. Nizozemske provincije stalno su kritizirane da djeluju bez dopuštenja prijestolja, a za njih je bilo nepraktično dobiti dopuštenje za djelovanje, jer bi na zahtjeve poslane prijestolju trebalo najmanje četiri tjedna da dobiju odgovor. Prisutnost španjolskih trupa pod zapovjedništvom vojvode od Albe, koji je doveden da nadgleda red, dodatno je pojačala ove nemire.
Španjolska je također pokušala nametnuti politiku stroge vjerske uniformnosti za Katoličku Crkvu unutar svojih domena, a to je provela pomoću inkvizicije. Reformacija je u međuvremenu proizvela brojne protestantske denominacije, koje su stekle sljedbenike u sedamnaest provincija. Među njima su bili luteranski pokret Martina Luthera, anabaptistički pokret nizozemskog reformatora Mena Simmonsa i reformirana učenja Jeana Calvina. Ovaj razvoj doveo je do Beeldenstorma 1566., "ikonoklastičkog bijesa", u kojem su mnoge crkve u sjevernoj Europi lišene svojih katoličkih kipova i vjerskih ukrasa.

## Rat
U listopadu 1555., car Svetog Rimskog Carstva Karlo V. započeo je postupno odricanje od nekoliko svojih kruna. Njegov sin Filip II. preuzeo je dužnost suverena Habsburške Nizozemske, koja je u to vrijeme bila personalna unija sedamnaest pokrajina s malo toga zajedničkog izvan suverenog i ustavnog okvira. Ovaj okvir, sastavljen tijekom prethodnih vladavina burgundskih i habsburških vladara, podijelio je vlast između gradskih vlada, lokalnog plemstva, pokrajinskih država, kraljevskih staleža, nizozemske staleške skupštine i središnje vlade (koju je vjerojatno predstavljao regent) s pomoć triju vijeća: Državnog vijeća, Tajnog vijeća i Financijskog savjeta. Ravnoteža snaga bila je jako usmjerena prema lokalnim i regionalnim vlastima.
Filip II. nije upravljao osobno, već je imenovao Emmanuela Philiberta, vojvodu od Savoje, za generalnog guvernera da vodi središnju vladu. Godine 1559. imenovao je svoju polusestru Margaretu od Parme prvom regenticom, koja je vladala u bliskoj suradnji s nizozemskim velikanima poput Vilima I. Oranskog; Philippea de Montmorencyja, grofa od Horna; i Lamorala, grofa od Egmonta. Filip II. je u Državno vijeće uveo brojne savjetnike, među kojima je bio i Antoine Perrenot de Granvelle, burgundski kardinal koji je stekao značajan utjecaj u Vijeću, na veliko razočaranje članova nizozemskog vijeća.
Kad je Filip II. otišao u Španjolsku 1559. godine, porasla je politička napetost oko vjerske politike. Budući da nije imao liberalne poglede svog oca Karla V., Filip II. bio je gorljivi neprijatelj protestantskih pokreta Martina Luthera, Jeana Calvina i anabaptista. Karlo V. krivovjerje je zabranio na posebnim natpisima, čineći ga ozbiljnim prekršajem, podložnim gonjenju od strane nizozemske inačice inkvizicije, što je dovelo do pogubljenja više od 1300 ljudi između 1523. i 1566. Pred kraj Karlove vladavine, uspostava ovih zakona navodno je postala blaža. Filip II. međutim je inzistirao na rigoroznoj provedbi, što je izazvalo opći nemir. Kako bi podržao i osnažio pokušaje protureformacije, Filip II. je 1559. pokrenuo opsežnu organizacijsku reformu Katoličke Crkve u Nizozemskoj, koja je rezultirala uključivanjem četrnaest biskupija umjesto stare tri. Novu hijerarhiju trebao je predvoditi Antoine Perrenot de Granvelle kao nadbiskup nove nadbiskupije Mechelen. Reforma je bila posebno nepopularna u staroj crkvenoj hijerarhiji, budući da su se nove biskupije trebale financirati prijenosom brojnih bogatih opatija. Granvelle postao je žarište opozicije protiv novih struktura vlasti, a nizozemski plemići predvođeni Vilimom I. Oranskim organizirali su njegov opoziv 1564.
Nakon Granvellevog opoziva, Vilim I. Oranski uvjerio je Margaretu od Parme i vijeće da zatraže umjerenije stajalište o pravilima protiv hereze. Filip II. odugovlačio je s odgovorom, a u  tom je razdoblju protivljenje njegovoj vjerskoj politici dobilo širu podršku. Filip II. konačno je odbio zahtjev za umjerenošću u svojim Pismima iz šume Segovia u listopadu 1565. Kao odgovor, skupina nižeg plemstva, uključujući Louisa od Nassa, Vilimovog mlađeg brata, te braću Johna i Philipa od St. Aldegonde, pripremila je peticija za Filipa II. kojom se traži ukidanje inkvizicije. Ovaj kompromis plemića podržalo je oko 400 plemića, katolika i protestanata, a predstavljen je Margareti od Parme 5. travnja 1566. Impresionirana masovnom podrškom kompromisu, suspendirala je plakate, čekajući Filipovu konačnu odluku.